# Deirochelys reticularia
La tartaruga reticolata (Deirochelys reticularia (Latreille in Sonnini & Latreille, 1802)) è una testuggine palustre americana della famiglia degli Emididi. È l'unica specie del genere Deirochelys Agassiz, 1857.

## Descrizione

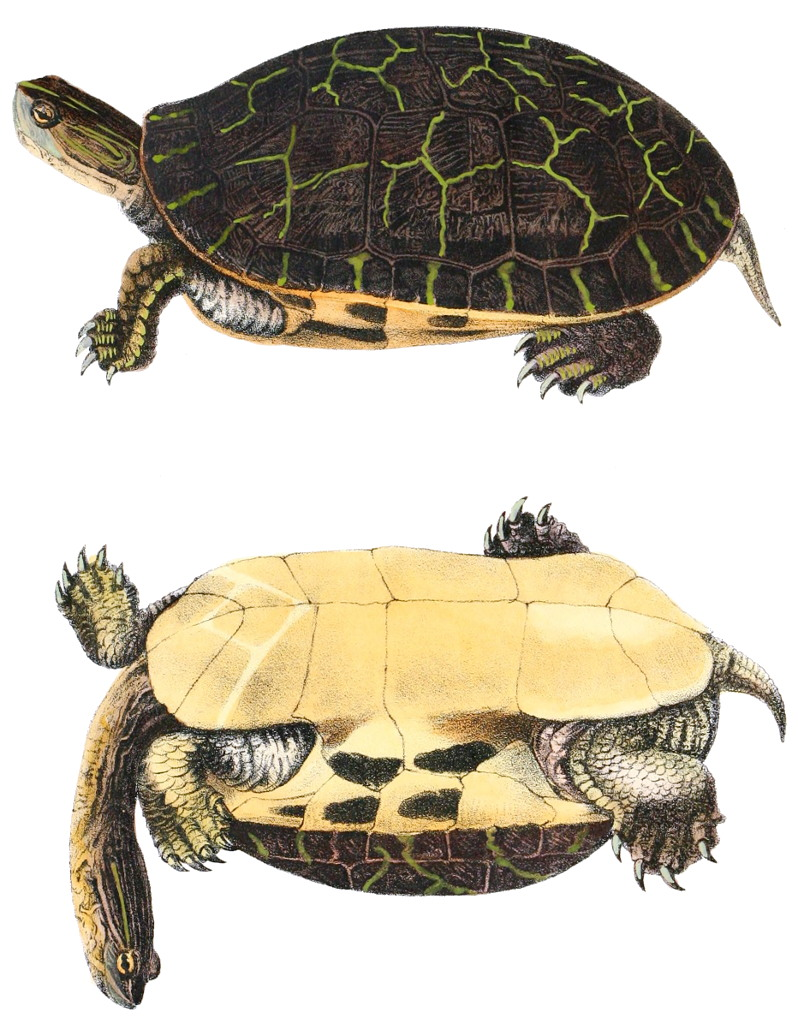
Litografia del 1842.

## Etimologia
Il nome generico Deirochelys, che è una latinizzazione del greco antico δειρή ‑ῆς (deiré ‑ês, «collo») e χέλυς ‑υος (chélys ‑yos, «testuggine»), allude al collo di queste tartarughe, insolitamente lungo per le appartenenti al sottordine Cryptodira.
Il nome specifico reticularia, d'altro canto, deriva dal Latino rētĭcŭlus, ‑i e fa riferimento ai motivi del carapace.

## Tassonomia
Sono note 3 sottospecie:
- D. r. reticularia (Latreille in Sonnini & Latreille, 1802) – tartaruga reticolata orientale
- D. r. chrysea Schwartz, 1956 – tartaruga reticolata della Florida
- D. r. miaria Schwartz, 1956 – tartaruga reticolata occidentale